# Polední kámen
Polední kámen (polsky Słonecznik, německy Mittagstein) je granitový skalní útvar v severní rozsoše Stříbrného hřbetu (1490 m) v polské části Krkonoš. Jedná se o izolovanou skálu typu tor. Polední kámen leží v nadmořské výšce 1423 metrů západně od karu Velkého rybníka. Dosahuje zhruba výšky 12 metrů.
Polední kámen se nachází v geologické jednotce krkonošsko-jizerského plutonu.
Skalní útvar se nachází při rozcestí Cesty česko-polského přátelství a stezky vedoucí ke skalnímu útvaru Pielgrzymy.